# L'amore, questo sconosciuto
L'amore, questo sconosciuto è un lungometraggio documentario del 1969 diretto da Massimo Pupillo con lo pseudonimo di Max Hunter.

## Trama
Documentario sul tema dell'amore, dal sesso nel cinema, nell'editoria nella televisione con nozioni di anatomia, le perversioni sessuali, la prostituzione, il matrimonio e la gravidanza programmata.